# Cryptotriton alvarezdeltoroi
Espèce
Synonymes
- Nototriton alvarezdeltoroi Papenfuss & Wake, 1987

Statut de conservation UICN

 EN B1ab(iii) : En danger
Cryptotriton alvarezdeltoroi est une espèce d'urodèles de la famille des Plethodontidae.

## Répartition
Cette espèce est endémique du Chiapas au Mexique. Elle se rencontre vers Jitotol de 1 200 à 1 550 m d'altitude sur le versant Caraïbe de la Mesa Central de Chiapas (es).

## Description
Le mâle holotype mesure 58,7 mm de longueur totale dont 26,6 mm de longueur standard et 32,1 mm de queue.

## Étymologie
Cette espèce est nommée en l'honneur de Miguel Carlos Francisco Álvarez del Toro (en).

## Publication originale
- Papenfuss & Wake, 1987 : Two new species of plethodontid salamanders (genus Nototriton) from Mexico. Acta Zoologica Mexicana, Nuevo Serie, vol. 21, p. 1-16 (texte intégral).